# Зельонка (Підкарпатське воєводство)
Зельонка (пол. Zielonka) — село в Польщі, у гміні Раніжув Кольбушовського повіту Підкарпатського воєводства. Населення — 929 осіб (2011).
У 1975—1998 роках село належало до .

## Демографія
Демографічна структура станом на 31 березня 2011 року:
|          | Загалом | Допрацездатний вік | Працездатний вік | Постпрацездатний вік |
| -------- | ------- | ------------------ | ---------------- | -------------------- |
| Чоловіки | 476     | 96                 | 330              | 50                   |
| Жінки    | 453     | 118                | 237              | 98                   |
| Разом    | 929     | 214                | 567              | 148                  |